# Алескерли (Физулинский район)
Алескерли (азерб. Ələsgərli) — село в Физулинском районе Азербайджана, в 7 км от города Физули.

## История
В 1990 году село было переименовано в Алескерли в честь Ашуг Алескера.
С 1993 года село контролировалось сепаратистскими силами Армении.
9 ноября 2020 года в ходе Вооружённого конфликта в Нагорном Карабахе армия Азербайджана взяла контроль над селом. В январе 2021 года Минобороны Азербайджана распространило видеокадры из села Алескерли Физулинского района.

## Экономика
Население в основном занималось сельским хозяйством-земледелием, скотоводством и животноводством.